# Тагути, Юдзи
Юдзи Тагути (яп. 田口侑治; род. 16 февраля 1991 года, Михара, Хиросима, Япония) — японский голболист. Чемпион летних Паралимпийских игр 2024 года в Париже.

## Биография
Начал серьёзно заниматься голболом в 2014 году в городе Токородзава. В 2021 году в составе сборной принял участие на летних Паралимпийских играх 2020 в Токио, где команда выбыла на стадии четвертьфинала, проиграв Китаю со счётом 4:7. В 2023 году в составе сборной Японии стал серебряным призёром Азиатских Параигр 2022 в Ханчжоу.
В 2024 году мужская сборная Японии по голболу приняла участие на летних Паралимпийских играх 2024 в Париже в следующем составе: Кадзуя Канэко, Кодзи Миядзики, Юто Сано, Юдзи Тагути, Харуки Тории, Наоки Хагивара. На предварительном этапе команда заняла третье место в группе, проиграв Китаю (6:7) и Украине (8:9) и победив Египет (11:1). В четвертьфинале победили США (6:4), в полуфинале — Китай (13:5). В финале вновь встретились с командой Украины, на этот раз победив её со счётом 4:3, и завоевали золотые медали Паралимпиады. Эти медали стали первыми в мужском голболе в истории участия Японии на Паралимпийских играх.